# Еффіджі-Маундз

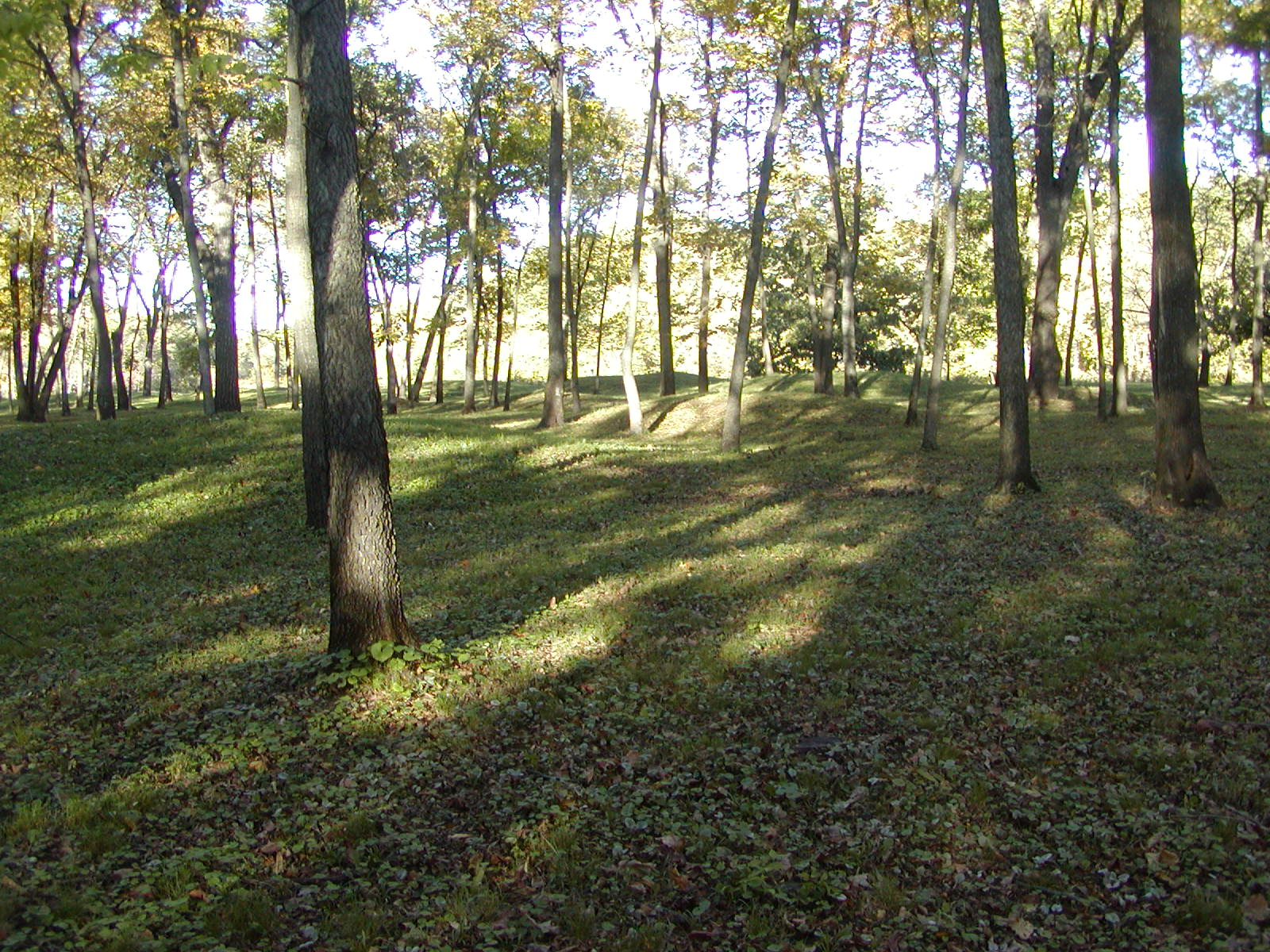
Конічні кургани Вудлендского періоду, група Снай-Магілл, округ Клейтон, Айова.

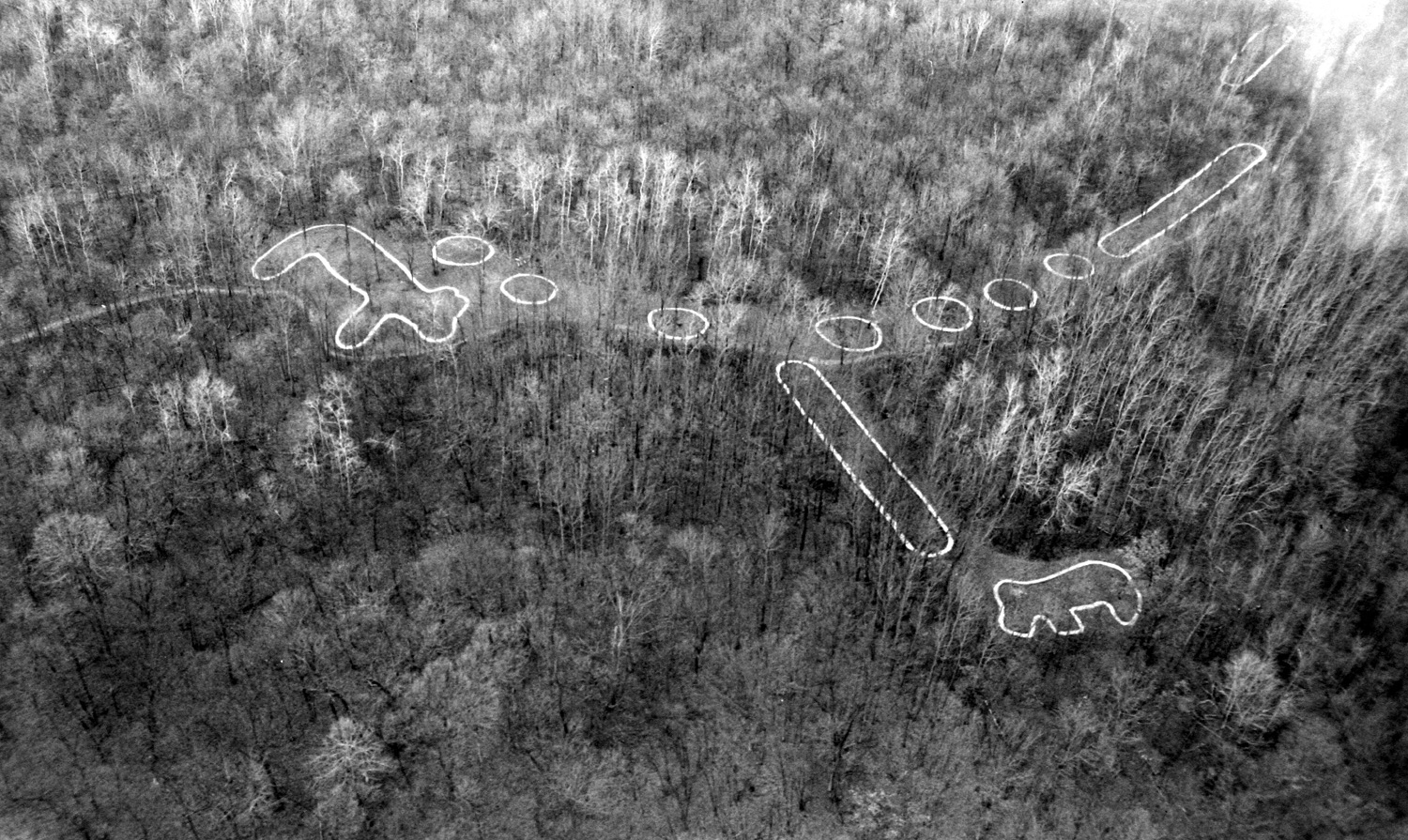
Група курганів «Великий Ведмідь»

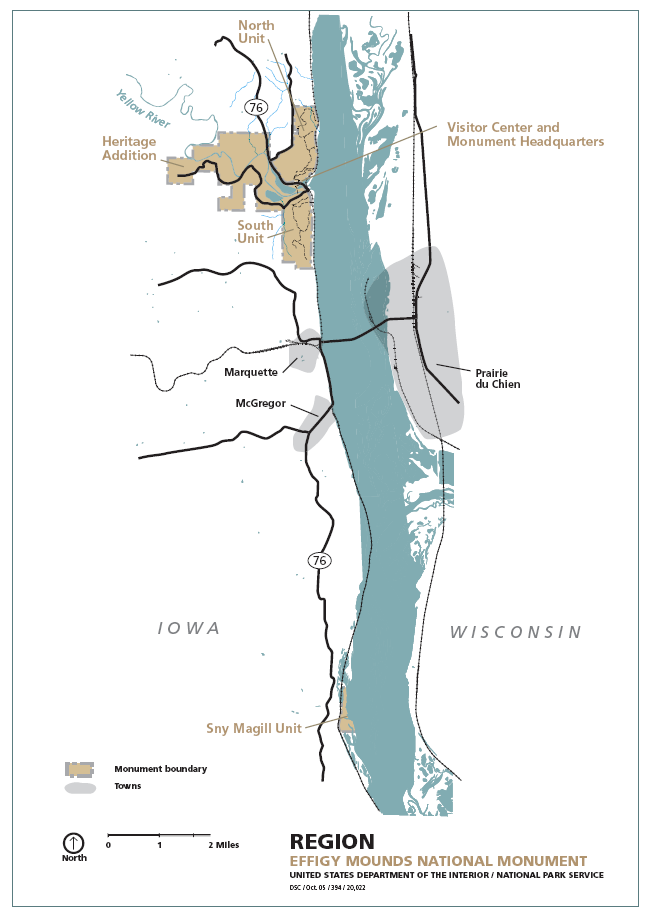
Національний монумент і прилеглі території

Національна пам'ятка Еффіджі-Маундз, (англ. Effigy Mounds National Monument — Фігурні кургани) включає ряд археологічних пам'яток на території округів Алламакі і Клейтон у штаті Айова. Монумент площею 10 км² з 206 курганами, 31 з яких effigies. Інші кургани мають конічну, лінійну або складну форму.
Північна група (67 курганів) і Південна група (29 курганів) розташовані на межі округів уздовж річки Міссісіпі. Ці кургани легко доступні для туристів. Група Снай-Магілл (112 кургани) розташована в 17 км від цих двох груп і не забезпечена туристичною інфраструктурою.

## Історія
Індіанці Вудлендського періоду будували у цій місцевості кургани в період з 500 р. до н. е. і до раннього періоду європейської колонізації. Багато курганів було втрачено, коли європейці стали відкривати американські прерії під свої землеробські угіддя. Еффіджі-Маундз — один з найбільших курганів, що збереглися до теперішнього часу в США.
Доісторичні кургани широко поширені на території від Великих рівнин США аж до узбережжя Атлантики, проте лише на території Вудленда існували фігурні кургани (у вигляді звірів, птахів або рептилій).
Географічні особливості регіону, на думку дослідників, пояснюють, чому люди так давно заселили цю частину США. Історично велика частина Великих рівнин на захід від річки Міссісіпі була покрита луками, на яких часто спалахували великі пожежі, що, у свою чергу, перешкоджало заростанню цієї місцевості лісами. Область, де виникла група курганів Еффіджі-Маундз на крайньому північному сході майбутнього штату Айова була перехідною зоною між східними листяними лісами і центральними преріями. Місцеві індіанці і ранні європейські поселенці, таким чином, користувалися багатством і різноманітністю ресурсів регіону, що знаходився на межі двох екологічних регіонів, — лісисто-болотистого і прерій.

## Сучасність
У центрі для відвідувачів біля входу в парк розташовані музейна експозиція з археологічними знахідками і експонатами, що представляють місцеву природу. Пам'ятник оголошений Національним монументом США 25 жовтня 1949 року.

## Ресурси Інтернету
- Official NPS website: Effigy Mounds National Monument [Архівовано 21 жовтня 2010 у Wayback Machine.]
- Sny Magill Creek[en] Unit coordinates: landmark 42°56′26″ пн. ш. 91°10′0″ зх. д. / 42.94056° пн. ш. 91.16667° зх. д.